# Naturschutzgebiet Oegmannsholz
Das Naturschutzgebiet Oegmannsholz mit einer Größe von 11,3 ha liegt südwestlich von Brabecke bzw. südlich von  Haus Brabecke im Stadtgebiet von Schmallenberg. Das Gebiet wurde 2008 mit dem Landschaftsplan Schmallenberg Südost durch den Hochsauerlandkreis als Naturschutzgebiet (NSG) ausgewiesen. Das NSG besteht aus zwei Teilflächen.

## Gebietsbeschreibung
Beim NSG handelt es sich um Rotbuchenwald. Im NSG befinden sich bis zu 2,5 m hohe Felsen und Quellen. Auch zwei Kerbtalsiepen in der westlichen Teilfläche befinden sich im Gebiet. 

## Tier- und Pflanzenarten im NSG
Im NSG kommen seltene Tier- und Pflanzenarten vor. Auswahl weiterer vom Landesamt für Natur, Umwelt und Verbraucherschutz Nordrhein-Westfalen dokumentierter Pflanzenarten: Ährige Teufelskralle, Berg-Ahorn, Bitteres Schaumkraut, Braunstieliger Streifenfarn, Buchenfarn, Buschwindröschen, Echtes Springkraut, Frauenfarn, Gegenblättriges Milzkraut, Gewöhnliche Krätzeflechte, Hain-Gilbweiderich, Heidelbeere, Mittleres Hexenkraut, Märzenbecher, Quirl-Weißwurz, Trauben-Holunder, Wald-Habichtskraut, Wald-Segge, Weiße Hainsimse, Zwiebel-Zahnwurz und Zypressenschlafmoos. Im NSG kommt der Waldlaubsänger vor.

## Schutzzweck
Das NSG soll die Waldgebiete mit ihrem Arteninventar schützen.
Wie bei allen Naturschutzgebieten in Deutschland wurde in der Schutzausweisung darauf hingewiesen, dass das Gebiet „wegen der Seltenheit, besonderen Eigenart und Schönheit des Gebietes“ zum Naturschutzgebiet wurde.